# Jonas Lundén
Jonas Lundén est un footballeur suédois né le 27 décembre 1980 à Borlänge.

## Palmarès
IF Elfsborg
- Vainqueur de la Coupe de Suède (1) : 2003